# Алябьев, Иван Григорьевич
Иван Григорьевич Алябьев (21.09.1912, Рязанская область — 21.02.1976, Москва) — командир отделения сапёрного взвода 656-го стрелкового полка 116-й стрелковой дивизии 52-й армии 2-го Украинского фронта, сержант; 1-го Украинского фронта, старший сержант — на момент представления к награждению орденом Славы 1-й степени.

## Биография
Родился 8 сентября 1912 года в селе Казачий Дюк Шацкого района Рязанской области . Окончил 4 класса сельской школы. Подростком уехал в город Казань к старшему брату, в бригаде которого работал в строительном тресте; стал плотником 5-го разряда. В вечерней школе окончил 5 и6 классы. В 1932 году переехал в город Москву. Жил на станции Долгопрудной Московской области, работал на стройке.
В 1934—1936 годах проходил срочную военную службу в рядах Красной Армии, служил в кавалерии, в саперном эскадроне, изучил взрывное дело. Вернувшись из армии на станцию Долгопрудную, поступил на курсы взрывников, окончив которые работал в Мосвзрывпроме.
В начале Великой Отечественной войны был командирован Главным военно-инженерным управлением Красной Армии для выполнения специальных заданий в районе действующей армии. В подчинении Алябьева была взрывная команда, укомплектованная из штатских людей. Взрывники помогали местным жителям, мобилизованным на рытье рвов, участвовали в постройке оборонительных сооружений под городом Ленинградом. Затем команда Алябьева была направлена в эвакуацию в город Нижний Тагил.
Уже отсюда в марте 1942 года он был вновь призван в армию. В 221-й стрелковой дивизии стал сержантом и значили командиром отделения минеров. В течение трех месяцев работал над созданием боеспособного подразделения. Затем дивизия была брошена под Сталинград и прямо с марша вступила в бой. Отделение Алябьева устанавливало противотанковые и противопехотные мины за передним краем нашей обороны. В одном из боев Алябьев был ранен.
После лечения в госпитале направлен в 1155-й стрелковый полк 343-й стрелковой дивизии. В январе 1943 года, в боях по окружению армии фельдмаршала Паулюса, был ранен во второй раз. После госпиталя направлен в 656-й стрелковый полк 116-й стрелковой дивизии командиром отделения минеров саперного взвода. В составе этой части прошел до конца войны.
В начале августа 1943 года в ходе наступательной Белгородско-Харьковской операции войск отделение Алябьева обезвреживало мины на шоссе Белгород-Харьков. За успешные боевые действия Алябьев в числе многих своих однополчан был отмечен наградой — медалью «За отвагу».
После освобождения Украины дивизия вступила на территорию Румынии; в апреле заняла оборону на подступах к городу Яссы. Группы саперов по 3-4 человека, в одну из которых входил Алябьев, ночами проникали в тыл противника и минировали шоссейные дороги, по которым двигались немецкие автомашины. Кроме того, для обеспечения наступления советских войск саперы должны были искать проходы и в собственных минных полях, установленных в ходе оборонительных боев. Под Яссами минеры Алябьева обезвредили несколько сот мин, на установленных ими минах подорвались 12 немецких танков.
4 мая 1944 года близ озера Ноу северо-западнее города Яссы при минировании переднего края сержант Алябьев захватил в плен командира группы вражеских саперов.
5 мая 1944 года на установленных Иваном Алябьевым минах подорвались два танка противника. За мужество и отвагу, проявленные в боях, сержант Алябьев Иван Григорьевич 15 июня 1944 года награждён орденом Славы 3-й степени.
20 августа 1944 года у населенного пункта Захорна северо-западнее города Яссы старший сержант Иван Алябьев с отделением проделал в комбинированных заграждениях противника проходы, снял сто пятьдесят мин. За мужество и отвагу, проявленные в боях, старший сержант Алябьев Иван Григорьевич 29 сентября 1944 года награждён орденом Славы 2-й степени.
Зимой 1945 года полк перешел границу Германии. Алябьев с товарищами занимались разминированием зданий в освобождаемых населенных пунктах. Действуя в составе того же полка, Иван Алябьев 9 марта 1945 года в районе города Лигниц, город Легница, заминировал подступы к нашим траншеям: на минах подорвались пять противников. В тот же день, в стычке с группой вражеских разведчиков был ранен, но с поля боя не ушел.
Указом Президиума Верховного Совета СССР от 27 июня 1945 года за образцовое выполнение заданий командования в боях с немецко-вражескими захватчиками старший сержант Алябьев Иван Григорьевич награждён орденом Славы 1-й степени, став полным кавалером ордена Славы.
В 1945 году И. Г. Алябьев демобилизован из Вооруженных Сил СССР. Жил в городе Долгопрудный Московской области. Работал слесарем на Лианозовском вагоностроительном заводе в Москве. Скончался 21 февраля 1976 года. Похоронен на Долгопрудненском кладбище в Москве.
Награждён орденами Славы 1-й, 2-й и 3-й степени, медалями.